# Richard Hanitsch

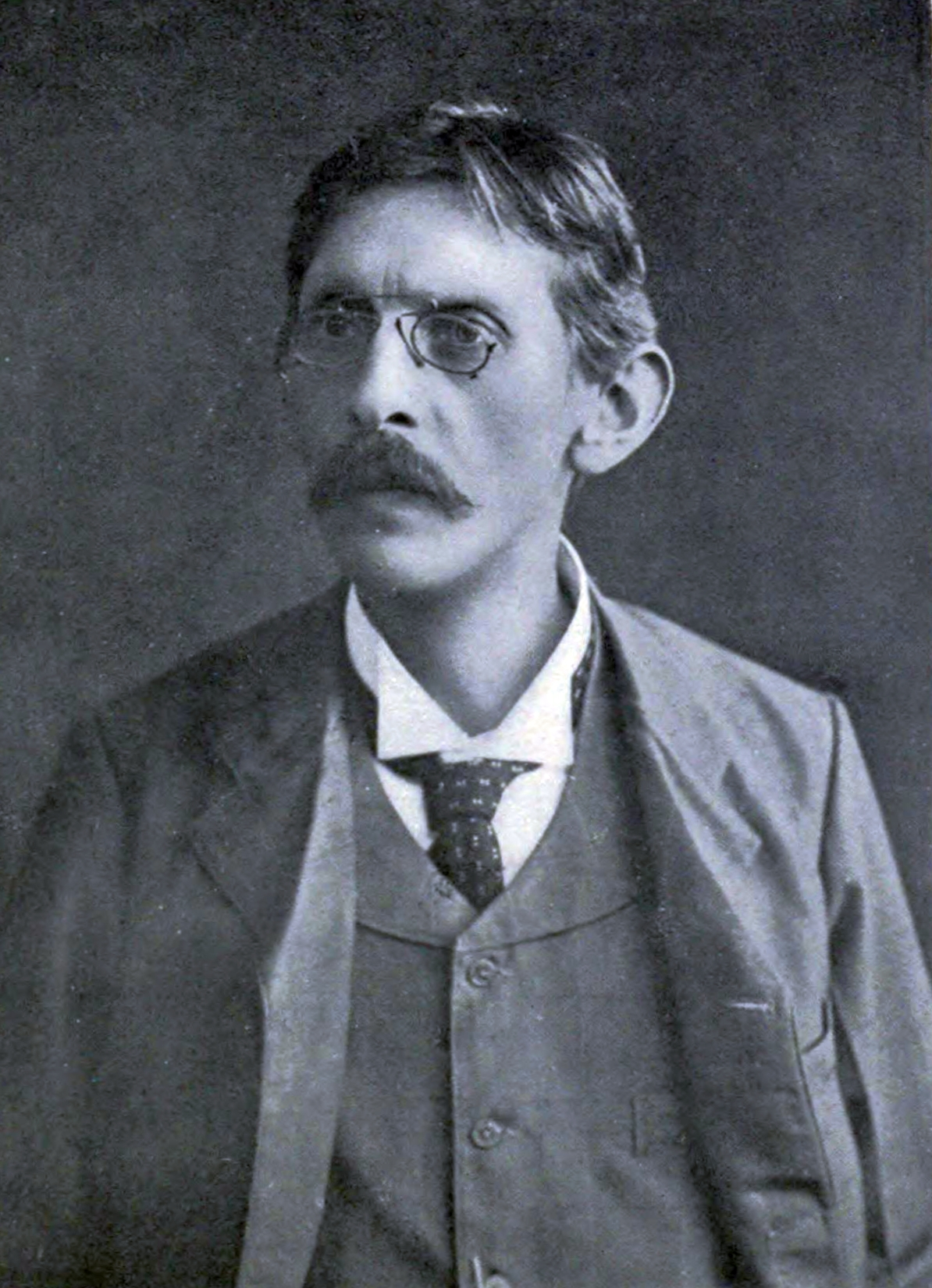
Richard Hanitsch (1921)

Karl Richard Hanitsch (* 22. Dezember 1860 in Großenstein; † 11. August 1940 in Oxford) war ein Museumskurator.

## Leben
Richard Hanitsch war der Sohn des Schuldirektors Viktor Hanitsch. Nach seinem Schulabschluss immatrikulierte er sich an der Universität Jena und studierte dort von 1881 bis 1885. Nach seinem Abschluss ging er 1886 nach Liverpool, wo er als Demonstrator am University College arbeitete. Hier begann auch sein Interesse für Schwämme und er veröffentlichte Artikel über Schwämme in Journalen. Im Jahr 1895 ging er nach Singapur, wo er als Kurator und Bibliothek am Raffles Library and Museum. Trotz eines mageren Etats gelang es ihm beide Aufgaben zu erfüllen. Der Etat wurde erhöht und das Gebäude erweitert. Im September 1908 wurde er dann Direktor des Museums. Er war auch Kassenwart des Straits Branch der Royal Asiatic Society sowie Herausgeber und Sekretär des Journal of the Asiatic Society. Es gelang ihm wichtige Sammlungen für die Wissenschaft zu sichern.
Hanitsch ging am 7. Juli 1919 in den Ruhestand. Sein Nachfolger war der Major J. C. Moulton, zuvor Kurator am Sarawak Museum. Er ging nach England, wo er weiter jeden Tag an der Oxford-Universität forschte.
Hanitsch veröffentlichte hauptsächlich in der Entomologie, aber auch an Vögeln, Amphibien und Reptilien. Er galt als Kapazität auf diesem Gebiet und erhielt sogar 1935 einen Ehrendoktor (honorary MA) der Universität Oxford.
Er besuchte die Weihnachtsinsel und im Jahr 1978 wurde ihm von dieser eine Briefmarke gewidmet. Die Kakerlakenart Richanitscha ist nach ihm benannt.

## Familie
Er heiratete 1892 Ethel Vernon. Das Paar hatte zwei Söhne und drei Töchter.